# Janu

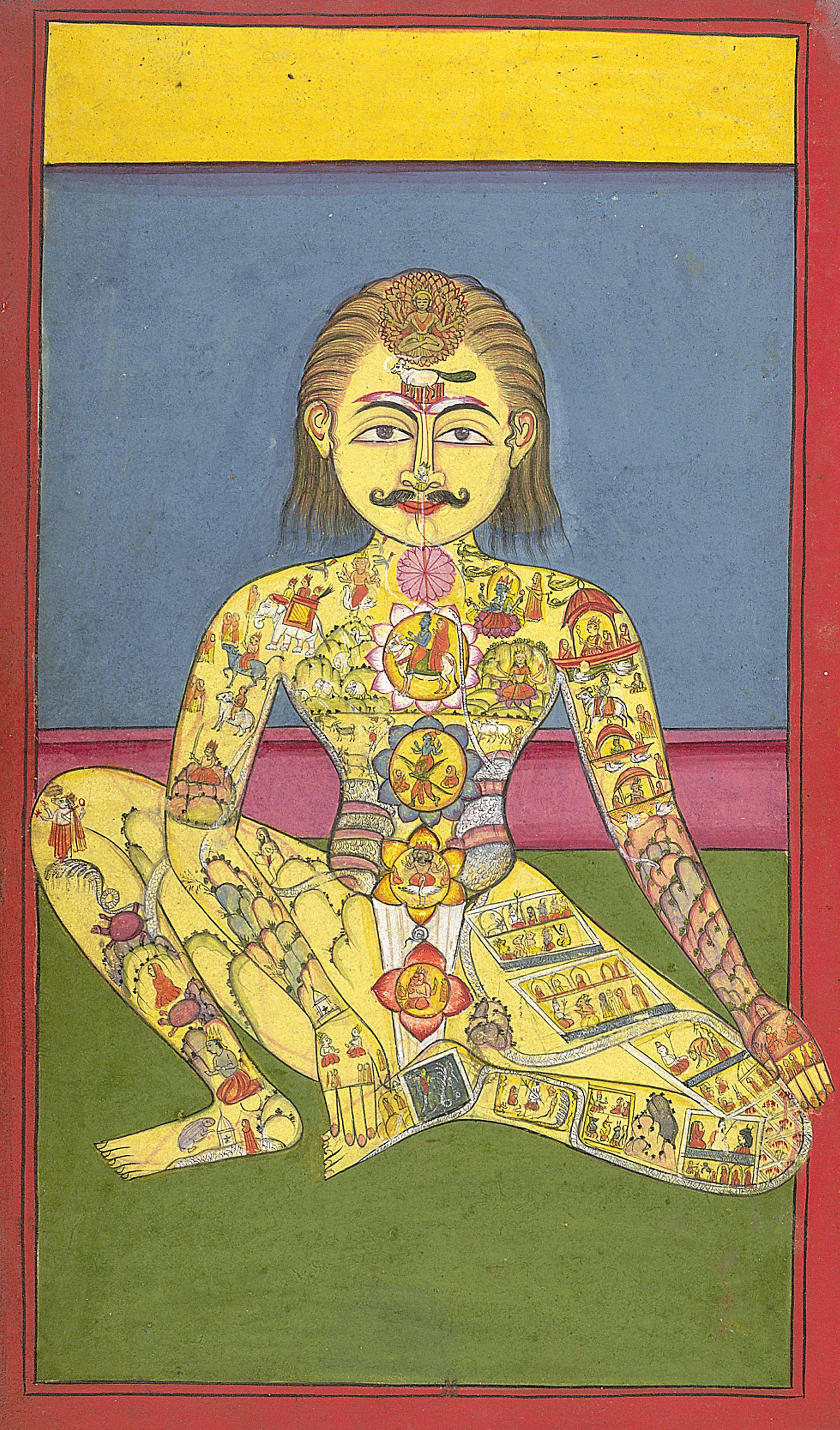
oude Tibetaanse kaart met de 7 Chakra's en de belangrijkste marmapunten

Janu (Janu-punt) is een marmapunt gelegen op de benen. Marmapunten worden in Oosterse filosofieën gebruikt bij massage, yoga, reflexologie en reiki. Men gelooft dat een marmapunt op een nadi ligt en zo een uitwerking kan hebben op een bepaald lichaamsdeel, proces of emotie
| Janu    |                                                                              |
| ------- | ---------------------------------------------------------------------------- |
| Positie | Janu is gelegen op de achterzijde van de knie, in de knieholte               |
| Functie | dit punt staat in verbinding met functie van de lever, urinewegen en de milt |

## Overige marmapunten
Naar schatting zijn er 62.000 marmapunten in het lichaam. De belangrijkste 52 zijn: